# 小見川千明のゆるっとふわっと
小見川千明のゆるっとふわっとは、パーソナリティの小見川千明にとって、初めて単独で担当する番組である。2012年7月1日から2013年2月10日まで、ラジオ大阪で放送された。その後、番組内容をリニューアルし2014年4月3日から12月16日まで、ニコニコ生放送・ニコニコ動画で「声優グランプリチャンネル」より配信された。

## パーソナリティ
- 小見川千明

## 番組履歴
- 2012年7月1日から2013年2月10日まで、ラジオ大阪で放送されたラジオ番組。全31回。パーソナリティの小見川千明にとって、初めて単独で担当する番組である[1]。ラジオ大阪1314 V-STATION枠で、日曜日24:00～24:30（月曜日0:00～0:30）に放送されたほか、ニコニコ動画ラジオ大阪チャンネル、文化放送オンデマンド配信サイトAG-ON、HiBiKi Radio Stationでも配信された。2013年2月10日を以って地上波での放送は終了したが、同年8月7日よりニコニコ生放送にて隔週水曜20:00 - 20:30に配信。2014年3月19日をもってラジオ大阪チャンネルでは終了する。
- 2014年4月3日より、声優グランプリチャンネルへと変わりニコニコ生放送は、「毎月第1木曜日21時から30分」予定と「第2木曜日以降はニコニコ動画にて静止画配信」。2014年12月16日にて配信終了。回数は＃64回から＃100回。

## コーナー
- ゆるふわ研究所
リスナーから、リラックス方法や癒しアイテムなどを募集した。
- ゆるふわレポート
インターナショナルメディア学院の生徒による、癒しスポットのレポート。
- ゆるふわ劇場
小見川が宮沢賢治の文学作品を朗読。2012年11月には、大阪市内のカフェで朗読会イベントが開催された[2]。
- にっぽんユメミ～ル計画
『ユメミ～ル』は、博報堂DYメディアパートナーズテクノロジー・ミライ・ワークス、株式会社ジーピーオンライン、ラジオ大阪の3社により共同開発され、事前に設定した音声コンテンツをレム睡眠時に流すことにより「見たい夢が見られるかもしれない」iPhone向けアプリケーション。本コーナーでは音声コンテンツの制作を行った[3]。
- ふつおた